# Kriechenwil
Kriechenwil är en ort och kommun i distriktet Bern-Mittelland i kantonen Bern, Schweiz. Kommunen har 430 invånare (2023).